# 岩押町
岩押町（いわおしまち）は、群馬県高崎市の地名。郵便番号は370-0044。

## 地理
烏川と井野川に挟まれた平坦地に位置する。

## 歴史
江戸時代からの地名である。1889年までは岩押村の大字であった。

### 年表
- 1889年（明治22年） - 塚沢村の大字となる。
- 1924年（大正13年）10月1日 - 町内に高崎競馬場が開設される。
- 1927年（昭和2年） - 高崎市の大字となる。
- 1951年（昭和26年） - 高崎市の町名となる。
- 1960年（昭和35年） - 一部が栄町となる。
- 1973年（昭和48年） - 一部を栄町、北双葉町に編入し上佐野町の一部を編入。
- 2004年（平成16年）12月31日 - 高崎競馬場廃止。
- 2020年（令和2年）6月1日 - 町内の高崎競馬場跡地に群馬コンベンションセンターが開所する。

### 地名の由来
古代、諏訪族系の人々が当地に入り巨石を押し築いたガラン塚古墳を宮山として諏訪社を祀ったことに由来する説や、長野堰開削以来、各所に堰を設けるための堤防が築かれ、堤防を意味する「石押」が転じた説がある。

## 世帯数と人口
2022年（令和4年）7月31日現在の世帯数と人口は以下の通りである。
| 町丁   | 世帯数  | 人口  |
| ------ | ------- | ----- |
| 岩押町 | 482世帯 | 938人 |

## 小・中学校の学区
市立小・中学校に通う場合、学区は以下の通りとなる。
| 番地 | 小学校             | 中学校             |
| ---- | ------------------ | ------------------ |
| 全域 | 高崎市立城東小学校 | 高崎市立佐野中学校 |

## 交通

### 鉄道
町内に鉄道駅はない。

### 道路
- 国道354号

## 施設
- 群馬コンベンションセンター